# السا گارسیا
السا گارسیا رودریگز بلانکاس (به اسپانیایی: Elsa Garcia Rodriguez Blancas) (زادهٔ ۸ فوریهٔ ۱۹۹۰) ژیمناست اهل کشور مکزیک است.